# Neštin
Neštin (cyr. Нештин) – wieś w Serbii, w Wojwodinie, w okręgu południowobackim, w gminie Bačka Palanka. W 2011 roku liczyła 794 mieszkańców.